# Alloteropsis paniculata
Alloteropsis paniculata är en gräsart som först beskrevs av George Bentham, och fick sitt nu gällande namn av Otto Stapf. Alloteropsis paniculata ingår i släktet Alloteropsis och familjen gräs. Inga underarter finns listade i Catalogue of Life.